# Dōryū-ji

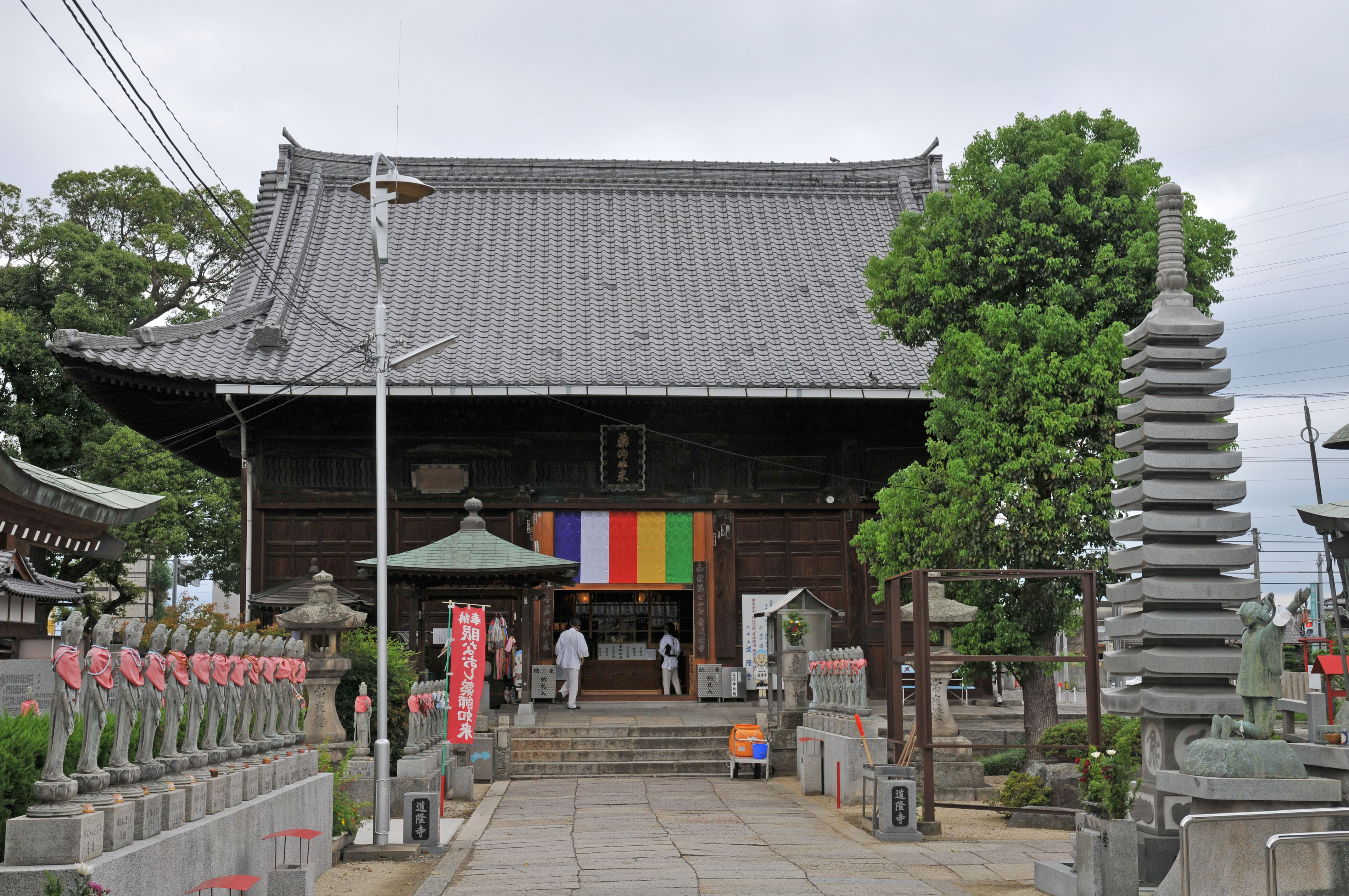
Haupthalle

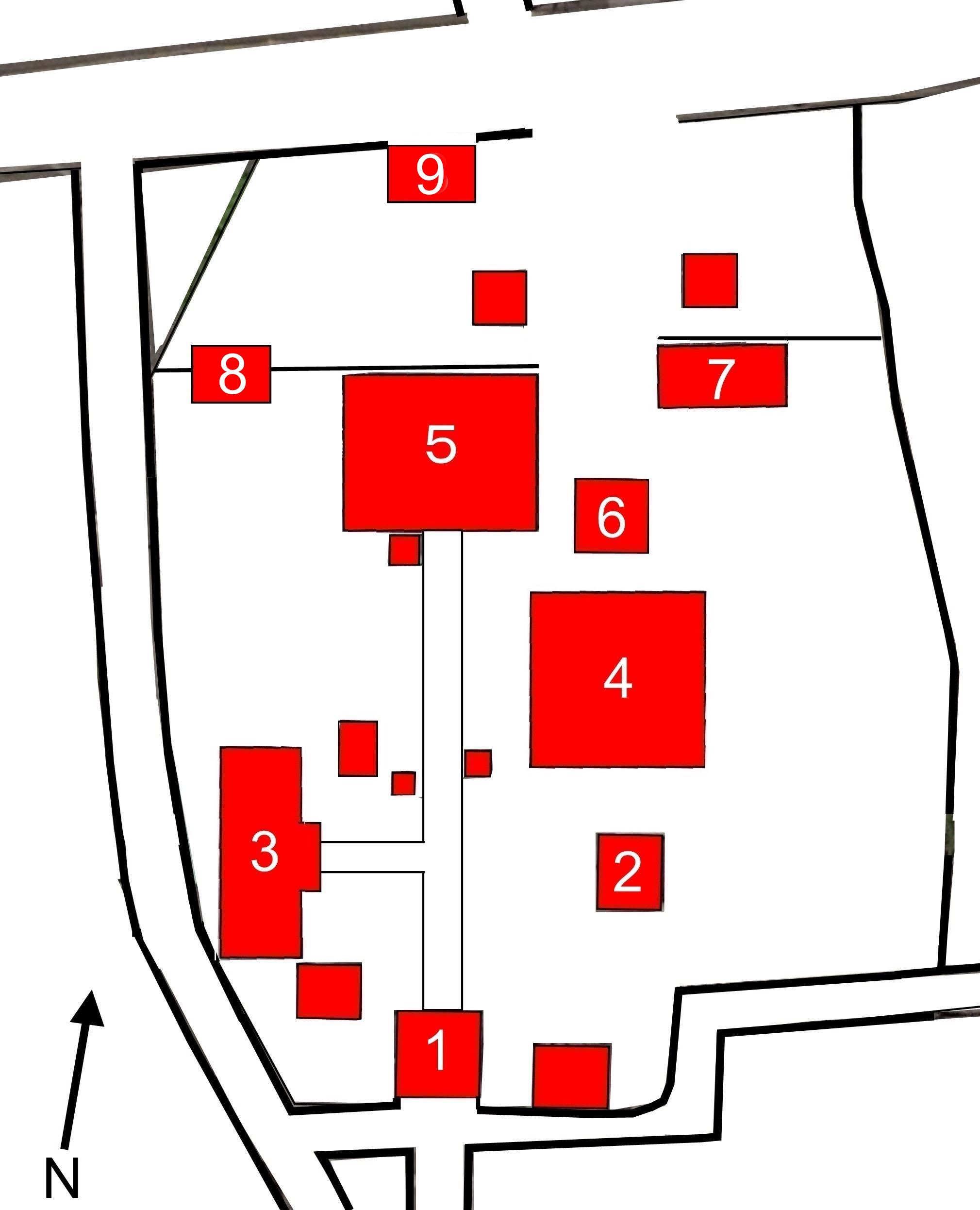
Plan des Tempels (s. Text)

Der Dōryū-ji (japanisch 道隆寺) mit den Go Sōtazan (桑多山) und Myōōin (明王院) in Tadotsu (Präfektur Kagawa) ist ein Tempel der Shingon-Richtung des Buddhismus. In der traditionellen Zählung ist er der 77. Tempel des Shikoku-Pilgerwegs.

## Geschichte
Im Jahr 807 soll Tomosuke (朝祐), der Sohn des Fürsten Dōryū aus China zurückgekehrt sein, worauf Priester Kūkai auf dessen Bitte hin eine 90 cm hohe Figur des heilenden Buddha, des Yakushi Nyorai, angefertigte. In diese Figur steckte er ein Bild seines Vaters. Tomosuke, der der Nachfolger Kūkais wurde,  war es auch, der zum Gedenken an seinen Vater eine große Tempelanlage errichtete und sie nach ihm benannte. Sein Nachfolger, Priester Shinga (真雅; 801–879), errichtete 23 Klausen, der 4. Abt Enchin (円珍) schuf die Figuren der 5 Großen himmlischen Könige (五大明王, Godaimyōō) und die der Kannon für die neu errichtete Gomadō. Es folgten weitere große Persönlichkeiten, dann zerstörte während der Mange-Ära (976–978) ein großes Erdbeben viele Gebäude, im Jahr 1060 brannte der Tempel während kriegerischer Auseinandersetzungen ab. Das wiederholte sich noch einmal während der Tenshō-Ära (1573–1592). – Der Tempel überstand jedoch alles Unheil und blieb weiter erhalten.

## Anlage
Man betritt die Anlage von Süden her durch das Tempeltor, das hier als Niō-Tor (仁王門; 1), das mit den Skulpturen der Tempelwächter rechts und links, ausgeführt ist. Rechts sieht man den Glockenturm (鐘楼, Shōrō; 2), links die Awashima-Halle (粟島堂; 3). Geht man weiter, so sieht man rechts die große Halle mit quadratischem Grundriss, die dem Tempelgründer gewidmet ist, die Daishidō (大師堂; 4) und voraus die Haupthalle (本堂, Hondō; 5). Der Weg zur Haupthalle wird rechts und links von zusammen 255 gesäumt. Neben der Haupthalle steht rechts die kleine Schatzpagode (多宝塔, Tahōtō; 6). Geht man weiter nach Norden, so sieht man den Schrein Myōkengū (妙見宮; 7), in dem der Geist des Polarsterns verehrt wird. An der Westseite der Haupthalle steht die Begräbnisstätte (8) des Augenarztes Kyōgoku Samanosuke (京極左馬之助). Im Norden kann man den Tempelbereich durch das Nordtor (北門, Kitamon; 9) verlassen.

## Schätze
Zu den Tempelschätzen gehört eine Sternen-Mandala (絹本著色星曼荼羅図; Kimmoku chakushiki Hoshi-Mandara), die als Wichtiges Kulturgut Japans registriert ist.

## Bilder

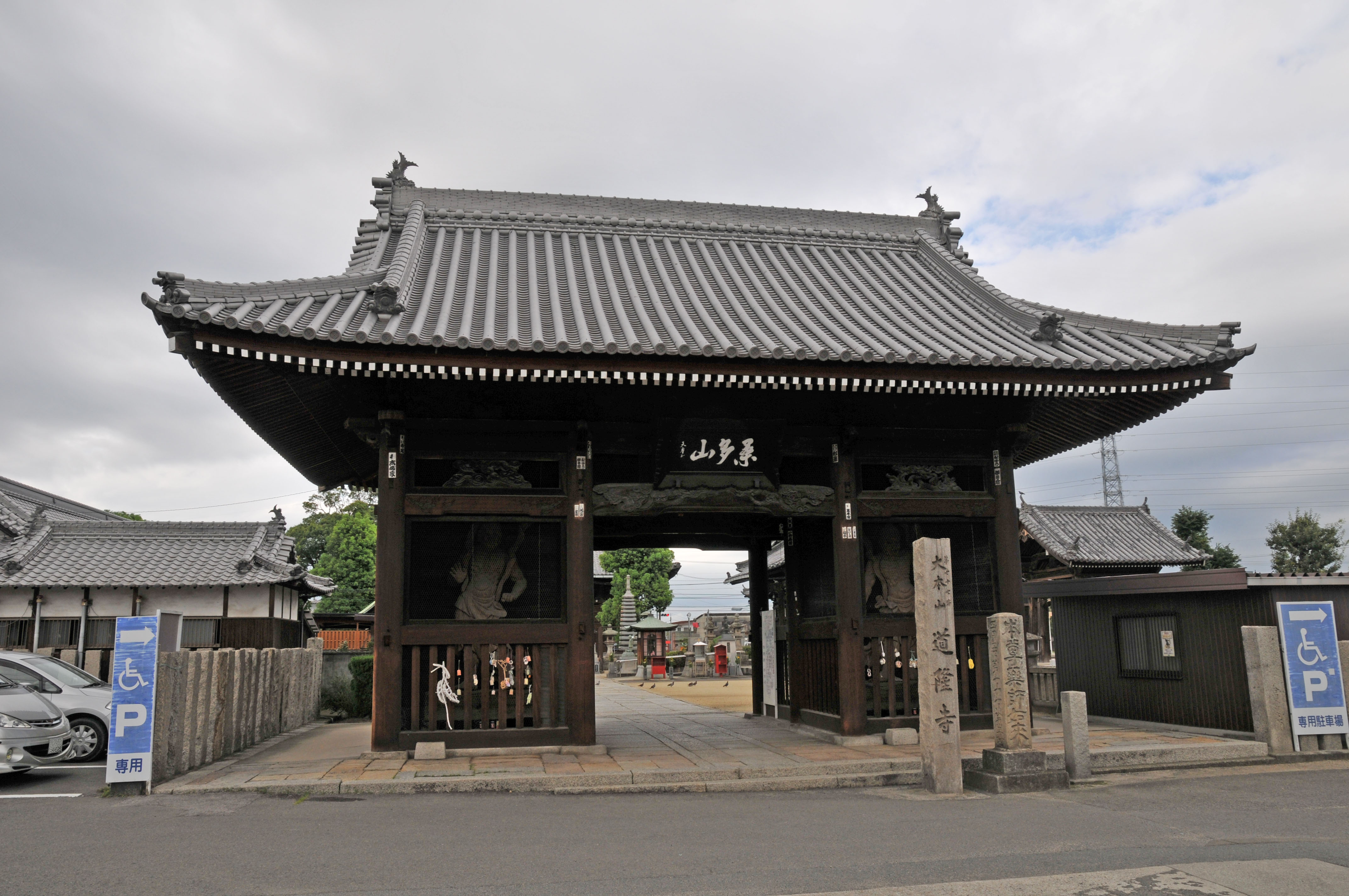
Tempeltor
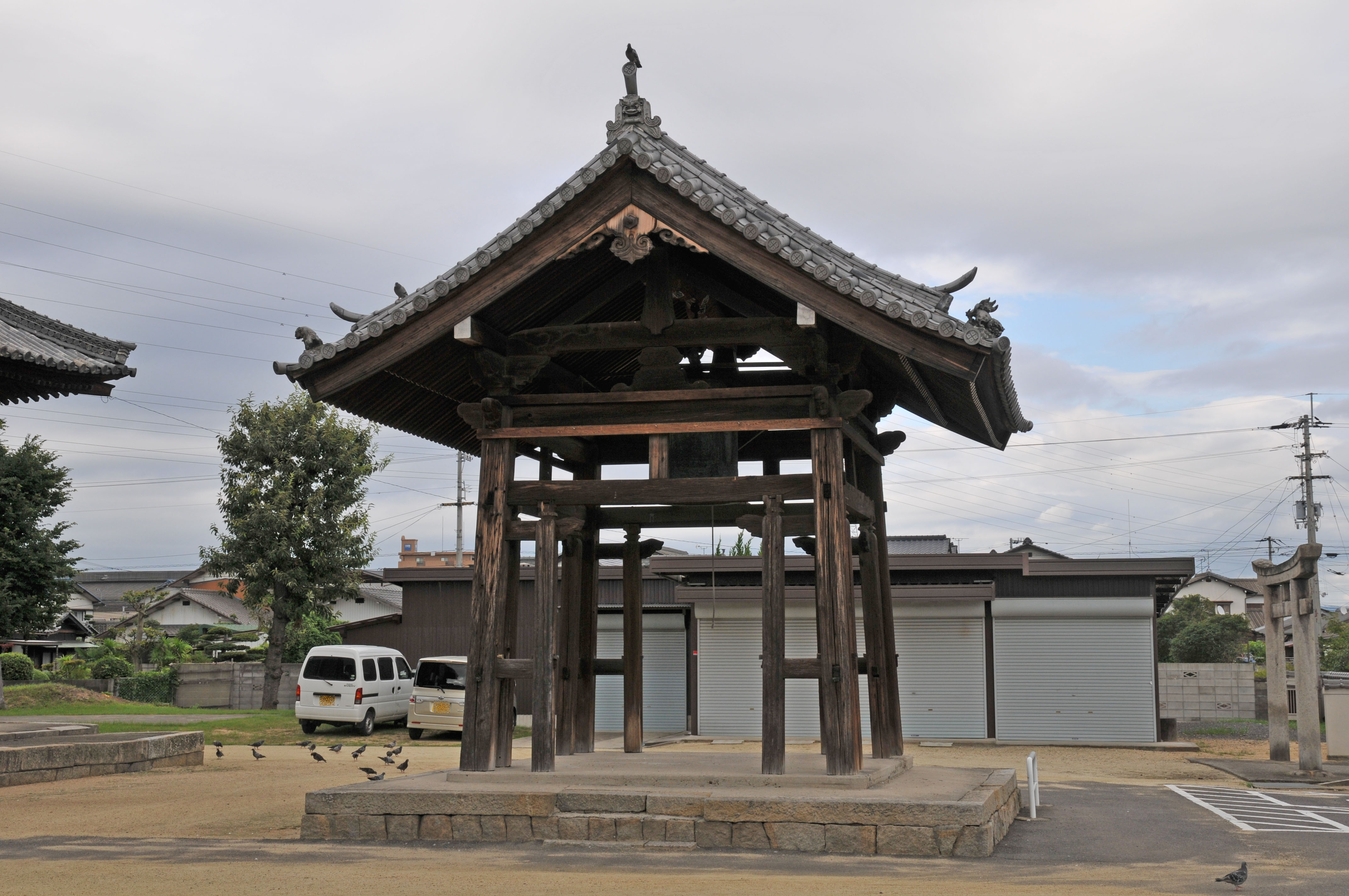
Glockenturm
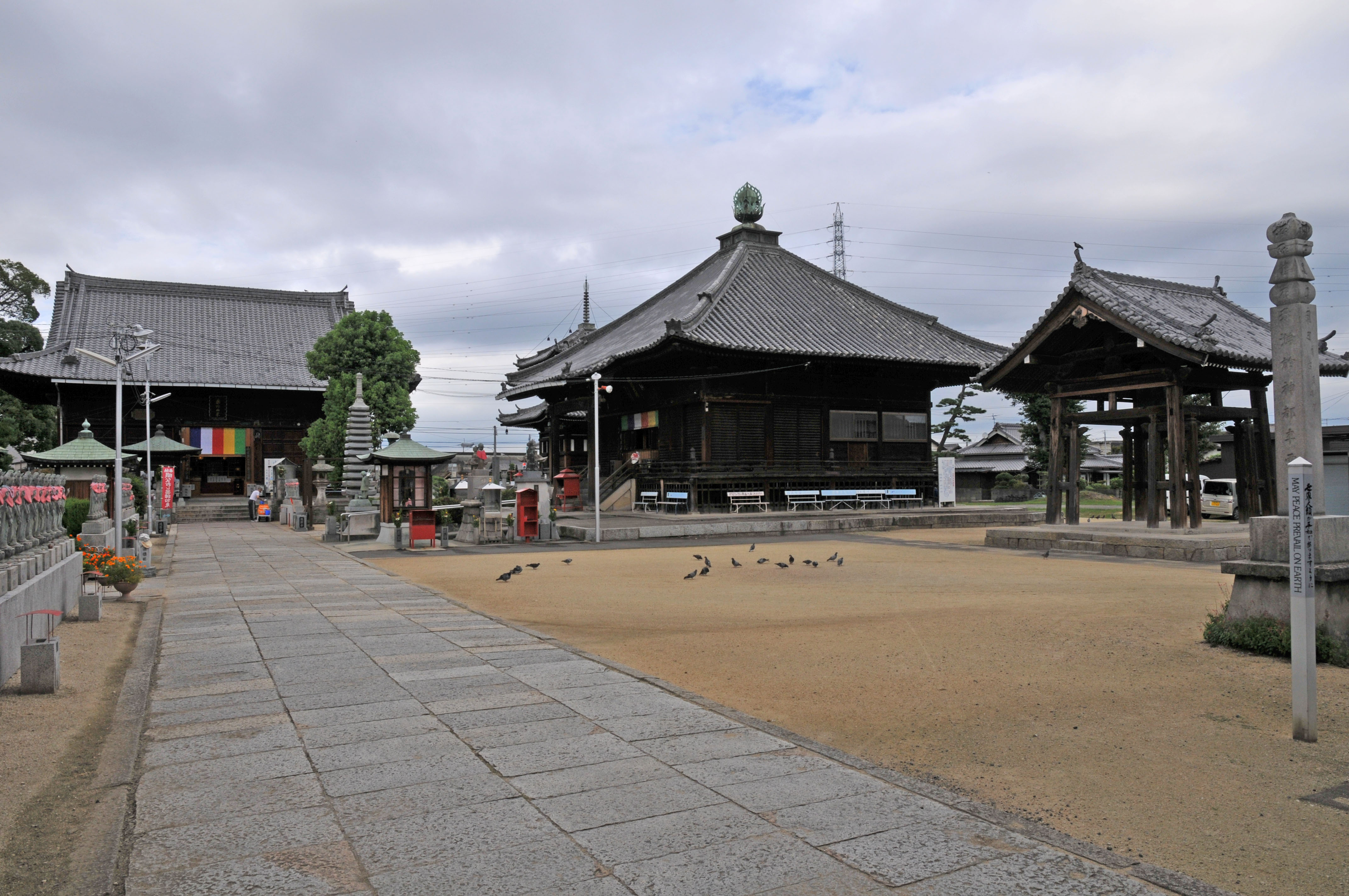
Tempelgelände, Haupthalle voraus
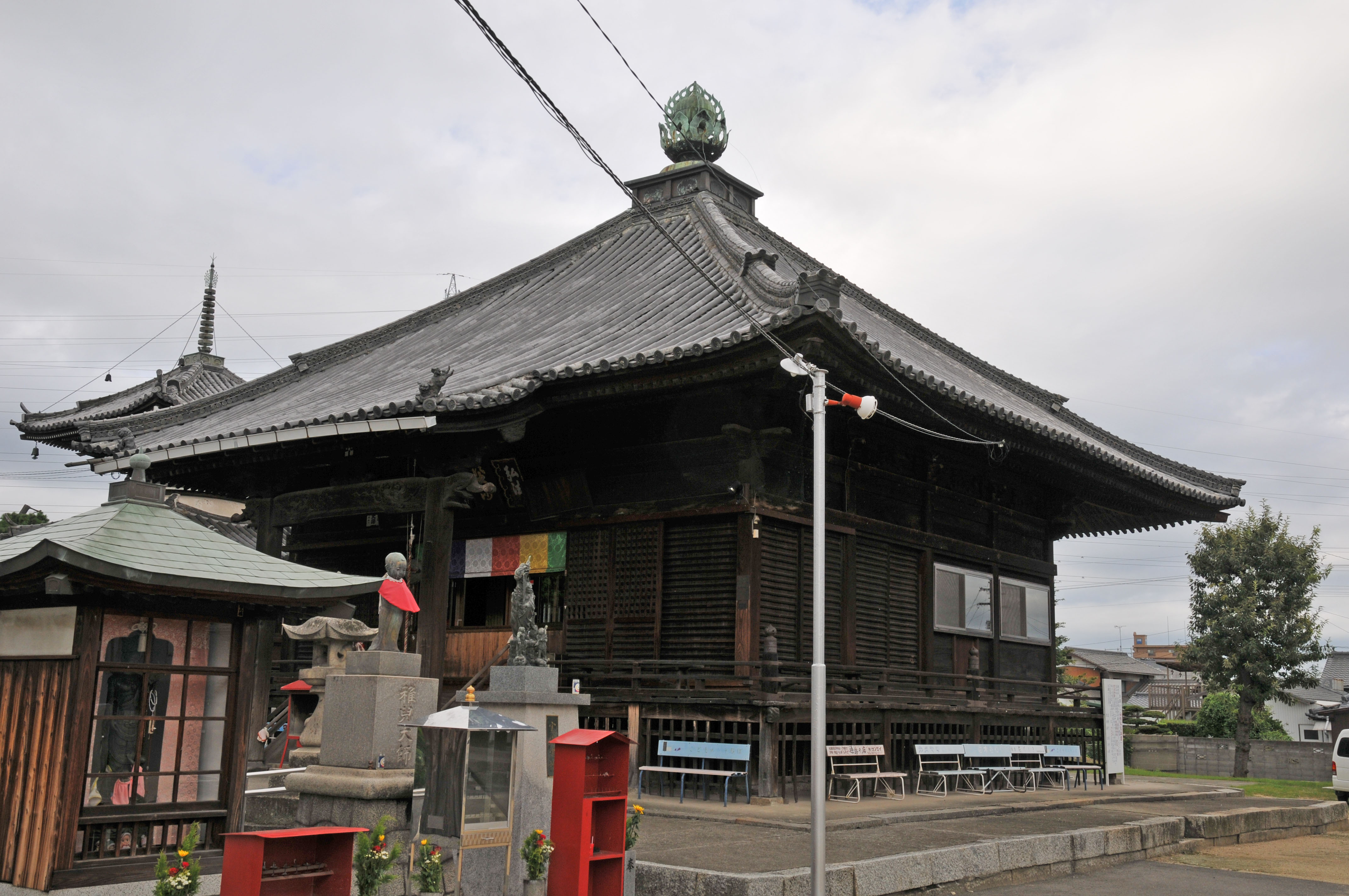
Daishidō
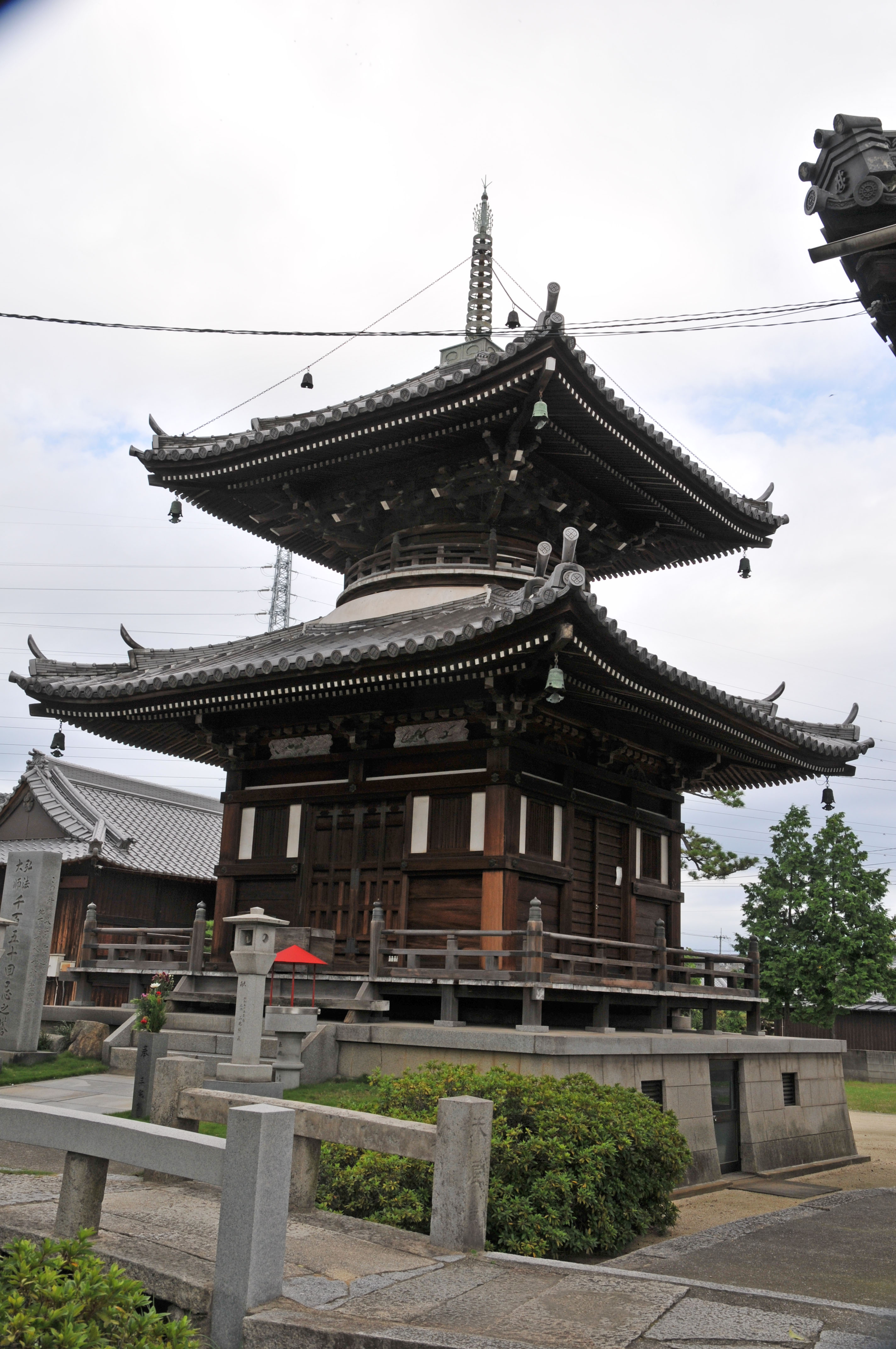
Schatzpagode
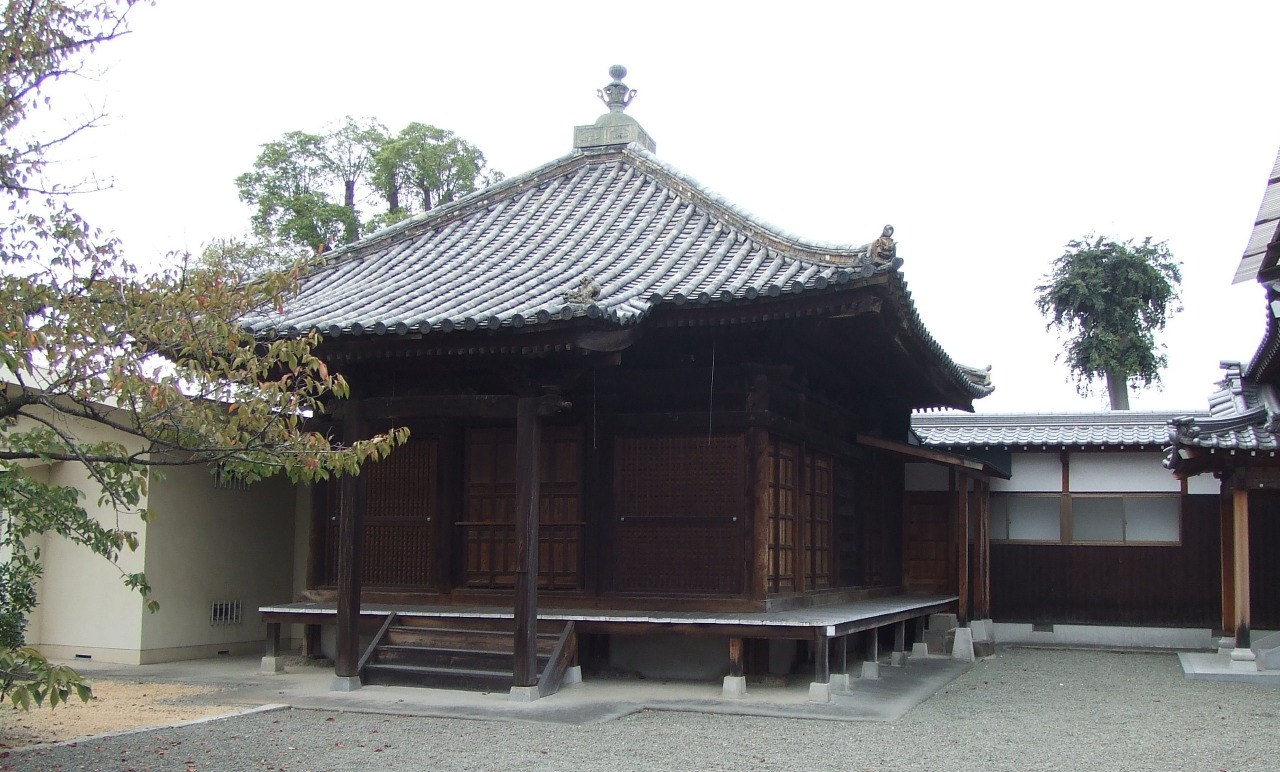
Gomadō